# Amor vertical
Amor vertical es una película cubana de comedia romántica del año 1997, dirigida y escrita por Arturo Sotto Díaz. La película fue seleccionada como la candidata de Cuba al Mejor Película de habla no Inglesa durante la Septuagésima Ceremonia de los Premios de la Academia, pero no fue aceptada como nominada.

## Reparto
- Jorge Perugorría como Ernesto Navarro Aces.
- Sílvia Águila como Estela Díaz Iglesias.
- Susana Pérez como Lucía.
- Manuel Porto como Faustino.
- Aramís Delgado como Tío Carlos.
- Vicente Revuelta como El Abuelo.
- José Luis Bergantiños Locutor de Radio, aparece por cortesía de Radio Ciudad de La Habana.